# Lietuvos Lyga 1991-1992
L'edizione 1991-1992 della Lietuvos Lyga fu la seconda del massimo campionato lituano, la prima con la Lituania effettivamente indipendente ed affiliata alla UEFA; vide la vittoria finale dello Žalgiris Vilnius, giunto al suo 2º titolo.
Capocannoniere del torneo furono Vaidotas Šlekys (Ekranas Panevėžys) e Remigijus Pocius (Granitas Klaipėda/Sakalas Šiauliai), con 14 reti.

## Formula
Le squadre passarono da 15 a 14: al posto di Vilija Kaunas e Sūduva, fu promosso lo Snaigė Alytus. Le formazioni si incontrarono in turni di andata e ritorno, per un totale di 26 incontri; tuttavia il ritiro di Vienybė Ukmergė portò il numero di partite disputate a 25 per squadra.
Le squadre classificate agli ultimi due posti retrocessero.

## Classifica finale
|                     | Pos. | Squadra                 | Pt | G  | V  | N  | P  | GF | GS | DR  |
| ------------------- | ---- | ----------------------- | -- | -- | -- | -- | -- | -- | -- | --- |
| Lituania (bandiera) | 1.   | Žalgiris                | 39 | 25 | 17 | 5  | 3  | 39 | 11 | +28 |
|                     | 2.   | Panerys Vilnius         | 38 | 25 | 16 | 6  | 3  | 47 | 10 | +37 |
|                     | 3.   | Sirijus Klaipėda        | 33 | 25 | 11 | 11 | 3  | 32 | 14 | +18 |
|                     | 4.   | Banga Kaunas            | 32 | 25 | 11 | 10 | 4  | 26 | 15 | +11 |
|                     | 5.   | Ekranas                 | 32 | 25 | 12 | 8  | 5  | 45 | 21 | +24 |
|                     | 6.   | Lietuvos Makabi Vilnius | 31 | 25 | 10 | 11 | 4  | 31 | 18 | +13 |
|                     | 7.   | Granitas Klaipėda       | 30 | 25 | 11 | 8  | 6  | 37 | 23 | +14 |
|                     | 8.   | Sakalas Šiauliai        | 23 | 25 | 7  | 9  | 9  | 26 | 31 | -5  |
|                     | 9.   | Mažeikiai               | 21 | 25 | 8  | 5  | 12 | 23 | 32 | -9  |
|                     | 10.  | Inkaras Kaunas          | 18 | 25 | 6  | 6  | 13 | 23 | 38 | -15 |
|                     | 11.  | Snaigė Alytus           | 17 | 25 | 6  | 5  | 14 | 17 | 47 | -30 |
|                     | 12.  | Elektronas Tauragė      | 12 | 25 | 3  | 6  | 16 | 10 | 42 | -32 |
|                     | 13.  | Tauras Šiauliai         | 7  | 25 | 3  | 1  | 21 | 14 | 49 | -35 |
|                     | 14.  | Mūša Ukmergė            | 5  | 13 | 1  | 3  | 9  | 8  | 27 | -19 |

### Verdetti
- Žalgiris Vilnius Campione di Lituania 1991-92 e qualificato alla UEFA Champions League 1992-1993.
- Vienybė Ukmergė ritirato nel corso della stagione.
- Tauras Šiauliai retrocesso in 1 Lyga.